# José Vicente Barbosa du Bocage
José Vicente Barbosa du Bocage (* 2. Mai 1823 in Funchal, Madeira; † 3. November 1907 in Lissabon, Portugal) war ein portugiesischer Zoologe und Politiker. Bocage war der Neffe 3. Grades des bekannten portugiesischen Dichters Manoel Maria de Barbosa du Bocage.

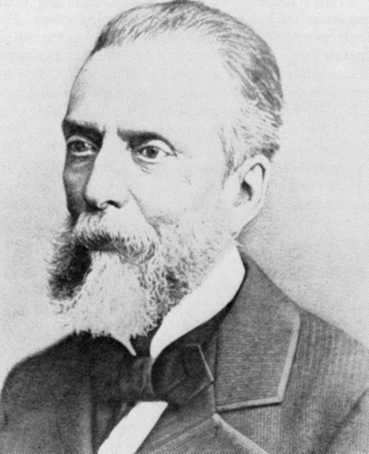
J.V. Barbosa du Bocage

## Leben
José Vicente Barbosa du Bocage war der Sohn von João José Barbosa du Bocage und D. Josefa Ferreira Pestana. Als er fünf Jahre alt war, zog die Familie nach Brasilien. 1834 kehrte Bocage nach Madeira zurück. Von 1839 bis 1846 studierte er an der Universität Coimbra. 1851 wurde er Lektorat am Lehrstuhl für Zoologie an der Universität Lissabon, wo er mehr als 30 Jahre unterrichtete. 1858 wurde er wissenschaftlicher Direktor und Kurator der Zoologie am Naturhistorischen Museum der Polytechnischen Schule, das als Unterstützung für den Lehrstuhl gegründet wurde.
Bocages Arbeit für das Museum bestand aus dem Erwerb, der Beschreibung sowie der Koordinierung der Sammlungen, die vielfach aus den portugiesischen Kolonien in Afrika wie Angola und Mosambik stammten, und von Naturforschern wie José Alberto de Oliveira Anchieta (1832–1897) gesammelt wurden. Im Jahr 1862 standardisierte er das Verfahren für das Sammeln, die Präparation und das Senden der Exemplare zum Museum in seinem Buch „Instrucções Practicas sobre o Modo de Colligir, Preparar e Remetter Productos Zoológicos para o Museu de Lisboa“. 1860 konnte er erfolgreich einige Sammlungen zurückerwerben, die während der napoleonischen Invasion in Portugal erbeutet wurden, darunter kostbare Exemplare, die vom brasilianischer Naturforscher Alexandre Rodrigues Ferreira (1756–1815),  in Brasilien gesammelt wurden. Im Jahr 1875 wurde er zum Vizepräsidenten der Königlichen Akademie der Wissenschaften in Lissabon gewählt. 1880 zog er sich aus seinen lehrenden und wissenschaftlichen Aktivitäten zurück, blieb aber Museumsdirektor. Er wurde Marine- und Überseeminister und von 1883 bis 1886 Außenminister von Portugal.
Bocage veröffentlichte mehr als 200 wissenschaftliche Artikel über Säugetiere, Reptilien, Amphibien und Fische. Er war für die Identifizierung vieler neuer Arten verantwortlich, die er nach den Naturforschern benannte, die sie gesammelt hatten. Er erstbeschrieb 55 Arten von Reptilien. Nach Bocage sind mehrere Tiertaxa von São Tomé und der Iberischen Halbinsel wie der São-Tomé-Ibis (Bostrychia bocagei) oder Bocages Mauereidechse (Podarcis bocagei) benannt. Zu seinen Ehren wurde 1905 die zoologische Abteilung des Nationalmuseums in Lissabon in Museu José Vicente Barboza du Bocage umbenannt. 1978 wurde das Museum bei einem Brand fast vollständig zerstört.

## Publikationen (Auswahl)
- A ornitologia dos Açores, 1866
- Aves das possessões portuguesas d’ Africa occidental que existem no Museu de Lisboa, da 1ª à 24ª lista, 1868 a 1882
- Lista dos répteis das possessões portuguesas d’ Africa occidental que existem no Museu de Lisboa, 1866
- Notice sur un batracien nouveau du Portugal, 1864
- Diagnose de algumas espécies inéditas da família Squalidae que frequentam os nossos mares, 1864
- Peixes plagiostomos, 1866
- Ornithologie d’ Angola, 1881 and 1877
- Chiroptéres Africains nouveaux, rares ou peu connus. In: Jornal de sciencias mathematicas, physicas e naturaes (= 2). Band 1, 1889, S. 1–7 (biodiversitylibrary.org).
- Herpethologie d’ Angola et du Congo, 1895.